# Élections législatives de 2012 en Haute-Savoie
Les élections législatives françaises de 2012 se sont déroulées les 10 et 17 juin 2012. Dans le département de la Haute-Savoie, six députés ont été élus dans le cadre de six circonscriptions, soit une de plus que lors des législatures précédentes, en raison du redécoupage électoral.

## Élus
|   | Circonscription | Député sortant  |            | Parti      | Député élu ou réélu  |  | Parti |
| - | --------------- | --------------- | ---------- | ---------- | -------------------- |  | ----- |
| ≠ | 1re             | Bernard Accoyer |            | UMP        | Bernard Accoyer      |  | UMP   |
| = | 2e              | Lionel Tardy    |            | UMP        | Lionel Tardy         |  | UMP   |
| ≠ | 3e              | Martial Saddier |            | UMP        | Martial Saddier      |  | UMP   |
| ≠ | 4e              | Claude Birraux  |            | UMP        | Virginie Duby-Muller |  | UMP   |
| ≠ | 5e              | Marc Francina   |            | UMP        | Marc Francina        |  | UMP   |
| + | 6e              | Siège créé      | Siège créé | Siège créé | Sophie Dion          |  | UMP   |

## Impact du redécoupage territorial
La création de la 6e circonscription peut être vue comme une scission de la 3e avec ajouts provenant d'autres circonscriptions. Cela provoque des changements dans quatre des cinq circonscriptions existantes (la 2e n'est pas modifiée). Les cantons de Frangy et Seyssel passent de la 1re à la 4e, laquelle perd les cantons de Reignier et de La Roche-sur-Foron au profit de la (nouvelle) 3e, qui récupère aussi le canton de Cruseilles de la 1re ainsi que les cantons de Boëge et de Saint-Jeoire de la 5e ; cette nouvelle 3e n'a que le canton de Bonneville en commun avec l'ancienne 3e ; tous les autres cantons de l'ancienne 3e, ainsi que les cantons de Samoëns et de Taninges (en provenance de la 5e), forment la 6e.

## Résultats

### Résultats à l'échelle du département
| Parti          | Parti                                     | Premier tour | Premier tour | Second tour | Second tour | Sièges |
| Parti          | Parti                                     | Voix         | %            | Voix        | %           | Sièges |
| -------------- | ----------------------------------------- | ------------ | ------------ | ----------- | ----------- | ------ |
|                | Union pour un mouvement populaire         | 95 916       | 34,50        | 140 964     | 56,02       | 6      |
|                | Divers droite dont DLR, PCD               | 20 608       | 7,41         |             |             | 0      |
|                | Parti radical                             | 7 917        | 2,85         | 0           |             |        |
|                | Nouveau centre                            | 2 384        | 0,86         | 0           |             |        |
|                | Droite parlementaire                      | 126 825      | 45,62        | 140 964     | 56,02       | 6      |
|                |                                           |              |              |             |             |        |
|                | Parti socialiste                          | 57 543       | 20,70        | 79 696      | 31,67       | 0      |
|                | Europe Écologie Les Verts                 | 19 960       | 7,18         | 15 324      | 6,09        | 0      |
|                | Parti radical de gauche                   | 9 373        | 3,37         | 15 649      | 6,22        | 0      |
|                | Majorité présidentielle                   | 86 876       | 31,25        | 110 669     | 43,98       | 0      |
|                |                                           |              |              |             |             |        |
|                | Front national                            | 36 641       | 13,18        |             |             | 0      |
|                | Front de gauche                           | 10 483       | 3,77         | 0           |             |        |
|                | Divers écologiste dont LT-LNÉ, MÉI et AÉI | 5 905        | 2,12         | 0           |             |        |
|                | Mouvement démocrate                       | 5 250        | 1,89         | 0           |             |        |
|                | Divers                                    | 2 903        | 1,04         | 0           |             |        |
|                | Extrême gauche dont LO, NPA et POI        | 2 115        | 0,76         | 0           |             |        |
|                | Régionaliste                              | 579          | 0,21         | 0           |             |        |
|                | Mouvement national républicain            | 431          | 0,16         | 0           |             |        |
|                |                                           |              |              |             |             |        |
| Inscrits       | Inscrits                                  | 505 078      | 100,00       | 504 375     | 100,00      | 6      |
| Abstentions    | Abstentions                               | 223 848      | 44,32        | 245 284     | 48,63       |        |
| Votants        | Votants                                   | 281 230      | 55,68        | 259 091     | 51,37       |        |
| Blancs et nuls | Blancs et nuls                            | 3 222        | 1,15         | 7 458       | 2,88        |        |
| Exprimés       | Exprimés                                  | 278 008      | 98,85        | 251 633     | 97,12       |        |

### Résultats par circonscription

#### Première circonscription (Annecy-Nord)
| Candidat       | Candidat                      | Parti          | Premier tour | Premier tour | Second tour | Second tour |  |
| Candidat       | Candidat                      | Parti          | Voix         | %            | Voix        | %           |  |
| -------------- | ----------------------------- | -------------- | ------------ | ------------ | ----------- | ----------- |  |
|                | Bernard Accoyer sortant réélu | UMP            | 23 511       | 43,45        | 27 473      | 56,06       |  |
|                | Christian Jeantet             | PS             | 16 936       | 31,3         | 21 535      | 43,94       |  |
|                | André Adobati                 | RBM (FN)       | 6 799        | 12,56        |             |             |  |
|                | Claude Comet                  | EÉLV           | 2 763        | 5,11         |             |             |  |
|                | Éliane Chazal                 | FG (PCF)       | 1 709        | 3,16         |             |             |  |
|                | Raphaël Gallet                | DLR            | 783          | 1,45         |             |             |  |
|                | Stéphane Gogibus              | MHAN           | 541          | 1,00         |             |             |  |
|                | Sylvain Socquet-Juglard       | AÉI            | 348          | 0,64         |             |             |  |
|                | Hamdy Boussouiba              | MÉI            | 320          | 0,59         |             |             |  |
|                | Bethsabée Lunel               | NPA            | 222          | 0,41         |             |             |  |
|                | Jean-Paul Macé                | LO             | 179          | 0,33         |             |             |  |
|                |                               |                |              |              |             |             |  |
| Inscrits       | Inscrits                      | Inscrits       | 93 164       | 100,00       | 93 143      | 100,00      |  |
| Abstentions    | Abstentions                   | Abstentions    | 38 393       | 41,21        | 42 777      | 45,93       |  |
| Votants        | Votants                       | Votants        | 54 771       | 58,79        | 50 366      | 54,07       |  |
| Blancs et nuls | Blancs et nuls                | Blancs et nuls | 660          | 1,21         | 1 358       | 2,7         |  |
| Exprimés       | Exprimés                      | Exprimés       | 54 111       | 98,79        | 49 008      | 97,3        |  |

#### Deuxième circonscription (Annecy-Sud)
| Candidat       | Candidat                   | Parti          | Premier tour | Premier tour | Second tour | Second tour |  |
| Candidat       | Candidat                   | Parti          | Voix         | %            | Voix        | %           |  |
| -------------- | -------------------------- | -------------- | ------------ | ------------ | ----------- | ----------- |  |
|                | Lionel Tardy sortant réélu | UMP            | 21 668       | 41,72        | 26 360      | 56,50       |  |
|                | Denis Duperthuy            | PS             | 15 237       | 29,34        | 20 297      | 43,50       |  |
|                | Claude Biesse              | RBM (FN)       | 6 561        | 12,63        |             |             |  |
|                | François Astorg            | EÉLV           | 2 632        | 5,07         |             |             |  |
|                | Nathalie Hiraux            | FG (PCF)       | 1 904        | 3,67         |             |             |  |
|                | Laurent Viotto             | CpF (MoDem)    | 1 682        | 3,24         |             |             |  |
|                | Nadia Chaumeton            | LFA            | 573          | 1,1          |             |             |  |
|                | Quentin Fromaget           | DLR            | 472          | 0,91         |             |             |  |
|                | Claude Baudoin             | AÉI            | 415          | 0,8          |             |             |  |
|                | Philippe Métral-Boffod     | NPA            | 386          | 0,74         |             |             |  |
|                | Jean-Pierre Dagand         | POI            | 229          | 0,44         |             |             |  |
|                | Jacques Mattéi             | LO             | 181          | 0,35         |             |             |  |
|                |                            |                |              |              |             |             |  |
| Inscrits       | Inscrits                   | Inscrits       | 90 295       | 100,00       | 90 269      | 100,00      |  |
| Abstentions    | Abstentions                | Abstentions    | 37 791       | 41,85        | 42 429      | 47          |  |
| Votants        | Votants                    | Votants        | 52 504       | 58,15        | 47 840      | 53          |  |
| Blancs et nuls | Blancs et nuls             | Blancs et nuls | 564          | 1,07         | 1 183       | 2,47        |  |
| Exprimés       | Exprimés                   | Exprimés       | 51 940       | 98,93        | 46 657      | 97,53       |  |

#### Troisième circonscription (Bonneville)
| Candidat       | Candidat                      | Parti          | Premier tour | Premier tour | Second tour | Second tour |  |
| Candidat       | Candidat                      | Parti          | Voix         | %            | Voix        | %           |  |
| -------------- | ----------------------------- | -------------- | ------------ | ------------ | ----------- | ----------- |  |
|                | Martial Saddier sortant réélu | UMP            | 14 952       | 35,61        | 22 006      | 58,95       |  |
|                | Gilbert Saillet               | EÉLV (PS)      | 11 392       | 27,13        | 15 324      | 41,05       |  |
|                | Katia Terras                  | RBM (FN)       | 6 012        | 14,32        |             |             |  |
|                | Jean-Luc Arcade               | PRV            | 3 484        | 8,3          |             |             |  |
|                | Jean-Marc Bouchet             | Divers droite  | 2 332        | 5,55         |             |             |  |
|                | Roland Pourraz                | FG (PCF)       | 1 782        | 4,24         |             |             |  |
|                | Joseph Grillet                | MÉI            | 572          | 1,36         |             |             |  |
|                | Olivia Giorgio                | DLR            | 464          | 1,11         |             |             |  |
|                | Nathalie Morel                | AÉI            | 542          | 1,29         |             |             |  |
|                | Claude Badet                  | NPA            | 226          | 0,54         |             |             |  |
|                | François Chagniot             | POI            | 118          | 0,28         |             |             |  |
|                | Raphaël Ponsard               | LO             | 109          | 0,26         |             |             |  |
|                |                               |                |              |              |             |             |  |
| Inscrits       | Inscrits                      | Inscrits       | 75 157       | 100,00       | 75 236      | 100,00      |  |
| Abstentions    | Abstentions                   | Abstentions    | 32 566       | 43,33        | 36 601      | 48,65       |  |
| Votants        | Votants                       | Votants        | 42 591       | 56,67        | 38 635      | 51,35       |  |
| Blancs et nuls | Blancs et nuls                | Blancs et nuls | 606          | 1,42         | 1 305       | 3,38        |  |
| Exprimés       | Exprimés                      | Exprimés       | 41 985       | 98,58        | 37 330      | 96,62       |  |

#### Quatrième circonscription (Annemasse)
| Candidat       | Candidat                   | Parti          | Premier tour | Premier tour | Second tour | Second tour |  |
| Candidat       | Candidat                   | Parti          | Voix         | %            | Voix        | %           |  |
| -------------- | -------------------------- | -------------- | ------------ | ------------ | ----------- | ----------- |  |
|                | Virginie Duby-Muller élue  | UMP            | 12 718       | 31,39        | 20 816      | 55,50       |  |
|                | Guillaume Mathelier        | PS             | 11 598       | 28,63        | 16 691      | 44,50       |  |
|                | Anne Bardoux               | RBM (FN)       | 5 710        | 14,09        |             |             |  |
|                | Antoine Vielliard          | CpF (MoDem)    | 3 568        | 8,81         |             |             |  |
|                | Claude Deffaugt            | Divers droite  | 2 555        | 6,31         |             |             |  |
|                | Catherine Walthert-Selosse | EÉLV           | 1 818        | 4,49         |             |             |  |
|                | Daniel Richard             | FG (PCF)       | 1 481        | 3,66         |             |             |  |
|                | Jean-Luc Passaro           | LT-LNÉ         | 344          | 0,85         |             |             |  |
|                | Maurice Megevand           | Divers         | 314          | 0,78         |             |             |  |
|                | Christian Curdy            | MÉI            | 255          | 0,63         |             |             |  |
|                | Catherine Derrien          | LO             | 150          | 0,37         |             |             |  |
|                |                            |                |              |              |             |             |  |
| Inscrits       | Inscrits                   | Inscrits       | 80 042       | 100,00       | 79 941      | 100,00      |  |
| Abstentions    | Abstentions                | Abstentions    | 39 139       | 48,9         | 41 585      | 52,02       |  |
| Votants        | Votants                    | Votants        | 40 903       | 51,1         | 38 356      | 47,98       |  |
| Blancs et nuls | Blancs et nuls             | Blancs et nuls | 392          | 0,96         | 849         | 2,21        |  |
| Exprimés       | Exprimés                   | Exprimés       | 40 511       | 99,04        | 37 507      | 97,79       |  |

#### Cinquième circonscription (Thonon-les-Bains)
| Candidat       | Candidat                    | Parti          | Premier tour | Premier tour | Second tour | Second tour |  |
| Candidat       | Candidat                    | Parti          | Voix         | %            | Voix        | %           |  |
| -------------- | --------------------------- | -------------- | ------------ | ------------ | ----------- | ----------- |  |
|                | Pascale Escoubès            | PS             | 13 772       | 28,66        | 21 173      | 48,03       |  |
|                | Marc Francina sortant réélu | UMP            | 13 772       | 28,66        | 22 914      | 51,97       |  |
|                | Astrid Baud-Roche           | diss. UMP      | 7 226        | 15,04        |             |             |  |
|                | Patrick Chevallay           | RBM (FN)       | 5 532        | 11,51        |             |             |  |
|                | Jean-Christophe Bernaz      | Divers         | 2 688        | 5,59         |             |             |  |
|                | Odile Rouffignac            | FG (PCF)       | 1 673        | 3,48         |             |             |  |
|                | Émilie Delbays-Atgé         | EÉLV           | 1 355        | 2,82         |             |             |  |
|                | Jean-Paul Frison-Roche      | MNR            | 431          | 0,90         |             |             |  |
|                | Laurent Negro               | LT-LNÉ         | 426          | 0,89         |             |             |  |
|                | Franck Gossmann             | AÉI            | 287          | 0,60         |             |             |  |
|                | Marie-Pierre Facchinetti    | MÉI            | 256          | 0,53         |             |             |  |
|                | Loïc Le Floch               | DLR            | 237          | 0,49         |             |             |  |
|                | Martine Morel-Sawalich      | PRC            | 215          | 0,45         |             |             |  |
|                | Christine Pessah            | LO             | 175          | 0,36         |             |             |  |
|                |                             |                |              |              |             |             |  |
| Inscrits       | Inscrits                    | Inscrits       | 89 907       | 100,00       | 89 907      | 100,00      |  |
| Abstentions    | Abstentions                 | Abstentions    | 41 279       | 45,91        | 44 219      | 49,18       |  |
| Votants        | Votants                     | Votants        | 48 628       | 54,09        | 45 688      | 50,82       |  |
| Blancs et nuls | Blancs et nuls              | Blancs et nuls | 583          | 1,2          | 1 601       | 3,5         |  |
| Exprimés       | Exprimés                    | Exprimés       | 48 045       | 98,8         | 44 087      | 96,5        |  |

#### Sixième circonscription (Cluses)
Nouvelle circonscription
| Candidat       | Candidat            | Parti                        | Premier tour | Premier tour | Second tour | Second tour |  |
| Candidat       | Candidat            | Parti                        | Voix         | %            | Voix        | %           |  |
| -------------- | ------------------- | ---------------------------- | ------------ | ------------ | ----------- | ----------- |  |
|                | Marie-France Marcos | PRG (EÉLV, PS)               | 9 373        | 22,63        | 15 649      | 42,24       |  |
|                | Sophie Dion élue    | UMP                          | 9 295        | 22,44        | 21 395      | 57,76       |  |
|                | Dominique Martin    | RBM (FN)                     | 6 027        | 14,55        |             |             |  |
|                | Georges Morand      | diss. UMP                    | 4 636        | 11,19        |             |             |  |
|                | Jean-Marc Peillex   | PRV                          | 4 433        | 10,7         |             |             |  |
|                | Loïc Hervé          | NC                           | 2 384        | 5,76         |             |             |  |
|                | Gilbert Perrin      | FG (PCF) (PG)                | 1 934        | 4,67         |             |             |  |
|                | Philippe Deparis    | CpF (Divers droite) (MoDem), | 1 450        | 3,5          |             |             |  |
|                | Alain Burtin        | LS                           | 579          | 1,4          |             |             |  |
|                | Corinne Baro        | MÉI                          | 514          | 1,24         |             |             |  |
|                | Elsa Rinck          | LT-LNÉ                       | 512          | 1,24         |             |             |  |
|                | Denise Gomez        | LO                           | 140          | 0,34         |             |             |  |
|                | Romain Fromaget     | DLR                          | 139          | 0,34         |             |             |  |
|                |                     |                              |              |              |             |             |  |
| Inscrits       | Inscrits            | Inscrits                     | 75 888       | 100,00       | 75 879      | 100,00      |  |
| Abstentions    | Abstentions         | Abstentions                  | 34 056       | 44,88        | 37 673      | 49,65       |  |
| Votants        | Votants             | Votants                      | 41 832       | 55,12        | 38 206      | 50,35       |  |
| Blancs et nuls | Blancs et nuls      | Blancs et nuls               | 416          | 0,99         | 1 162       | 3,04        |  |
| Exprimés       | Exprimés            | Exprimés                     | 41 416       | 99,01        | 37 044      | 96,96       |  |